# Ричеркар
Ричерка́р (італ. ricercar, ricercare, ricercata, recercada, від італ. ricercare — вишукувати; трактується в сенсі техніко-композиційного етюду, «дослідження») — жанр багатоголосої інструментальної (рідше вокальної) музики в західній Європі XVI–XVII століть. Історично слово ричеркар не мало єдиного значення, але вживалося в декількох різних значеннях.

## Імітаційні ричеркари
Найбільш типово вживання слова ричеркар по відношенню до п'єси для клавіру (частіше органа) або інструментального (рідше вокального, із розспівом без тексту, типу вокалізу чи на основі сольмізації) ансамблю, написаної в імітаційній поліфонічній техніці. В основу такого ричеркару зазвичай покладена повільна тема, позбавлена яскравої мелодико-ритмічної виразності, але одночасно (і почасти завдяки відсутності чіткого рельєфу) здатна до активної поліфонічної розробки. В. Апель розглядає такий ричеркар як інструментальний пандана до вокального мотету.
Найдавніший зразок ансамблевої п'єси з назвою «ричеркар» знаходиться в збірці «Нова музика» Адріана Вілларта (опубл. 1540). Ансамблеві ричеркари писали італійські композитори XVI — початку XVII століть (приблизно до 1620 року), серед яких найбільш відомі Аннібале Падовано, Клаудіо Меруло, можливо, також Палестріна.
Найдавнішими зразками клавірного імітаційного ричеркару вважаються 4 п'єси у збірнику «Intavolatura cioè recercari, canzoni, himni, magnificati» (опубл. 1542 або 1543) італійського композитора Джіроламо Каваццоні (бл. 1525 — після 1577). Дж. Каваццоні також є автором двох ансамблевих ричеркар (1540 і 1541), написаних у суворішій техніці, з мінімальним використанням імітації. У порівнянні з ансамблевими (вокальними та інструментальними) ричеркарами в клавірному (і особливо органному) ричеркарі поступово сформувалася специфіка жанру, в основному, завдяки «імпровізаційному» (більш вільного, ніж в ансамблі) письма. Ця свобода раніше позначилася в орнаментації стандартних каденцій і в спорадичних квазі-імпровізаційних (зазвичай гаммоподібних) пасажах. Послідовна еволюція клавірного ричеркару в бік витонченого імітаційного стилю привела до формування фуги, при цьому ричеркар став розглядатися як її найважливіший попередник (іноді аж до повної синонімії).
Перший найбільший експонент специфіки органного ричеркар — Андреа Ґабріелі. Серед інших відомих авторів клавірних ричеркарів італійські композитори Джованні Ґабріелі, Клаудіо Меруло, Асканіо Майон (бл. 1565—1627), Джованні Марія Трабачі (бл. 1575—1647), Джироламо Фрескобальді, Бернардо Стораче, німецькі Ганс Лео Гасслер, Йоганн Якоб Фробергер, Йоганн Пахельбель, французький Жан Тітелуз (бл. 1563 до 1633; в його збірці органних п'єс 1623 ричеркари по-французьки позначені як Recherches). Апофеозом барокового ричеркару одностайно 6-голосний ричеркар (по суті, повномасштабна фуга) з «Музичного приношення» Йоганн Себастьян Баха.

## Неімітаційні ричеркари
Словом ричеркар в епоху Ренесансу (головним чином, в Італії) також називалися п'єси неімітаційного письма для лютні та органа, а також всякі п'єси (для ансамблю віол, голосів та ін.) дидактичної спрямованості, на зразок пізніших навчальних прелюдій, етюдів, вокального сольфеджування. Найдавніші лютневі ричеркари знаходяться у збірках «Intabulatura де Lauto», опублікованих Оттавіано Петруччі в 1507—2008 роках. Найдавніші неімітаціні органні ричеркар, опубліковані у збірнику Марко Антоніо Каваццоні (бл. 1490 — бл. 1560) «Recerchari, motetti, canzoni» (1523), виглядають як нотовані імпровізації. Неімітаційні ричеркари для лютні і органа протягом XVI століття показують тенденцію до більш значущої, складної фактури, характерної для імітаційного ричеркару. ричеркари-вокалізи століть XVI–XVII (наприклад, двоголосні «Cantiones sine textu» Орландо ді Лассо) — вправи в імітаційної техніки для вокалістів.
У рамках неокласичної стильової тенденції в музиці XX століття ричеркар складали Дж. Фр. Маліп'єро, Богуслав Мартіну, Ігор Стравінський (в «Кантаті на слова анонімних англійських поетів ст 1915–1916», 2-а і 4-а частини), Альфредо Казелла, оркестровку 6-голосного бахівського ричеркар в 1935 році виконав Антон фон Веберн.